# Physalaemus atim
Physalaemus atim es una especie de anfibio anuro de la familia Leptodactylidae.

## Distribución geográfica
Esta especie es endémica de Goiás en Brasil. Se encuentra en Campo Limpo de Goiás y Terezópolis de Goiás.

## Publicación original
- Brasileiro & Haddad, 2015: A new species of Physalaemus from central Brazil (Anura: Leptodactylidae). Herpetologica, vol. 71, n.º 4, p. 280–288.[3]